# Pet Shop Boys
Pet Shop Boys là một nhóm nhạc dance điện tử của Anh, nhóm gồm hai thành viên là Neil Tennant, giọng ca chính kiêm chơi đàn phím, guitar và Chris Lowe, chơi đàn phím và cũng thường kiêm luôn vai trò giọng ca chính.
Tại lễ trao giải BRIT 2009, Pet Shop Boys đã nhận được giải thưởng cho những đóng góp nổi bật cho âm nhạc đương đại.
Pet Shop Boys đã bán được hơn 50 triệu album trên toàn thế giới. Từ năm 1986, họ đã có 39 single lọt vào top 30 và 22 bài hát lọt vào top 10 hit tại Anh, bao gồm bốn bài đứng hạng một gồm:: "West End Girls," "It's a Sin," "Always on My Mind," và "Heart."

## Album
- 1986 Please
- 1987 Actually
- 1988 Introspective
- 1990 Behaviour (USA: Behavior)
- 1990 Discography
- 1993 Very
- 1993 Very Relentless
- 1996 Bilingual
- 1999 Nightlife
- 2002 Release
- 2003 Pop Art - The Hits
- 2006 Fundamental
- 2006 Fundamentalism
- 2009 Yes
- 2012 Elysium
- 2013 Electric
- 2016 Super
- 2020 Hotspot
- 2024 Nonetheless